# Рейкваза
Рейкваза (яп. レックウザ Рэкку:дза:, англ. Rayquaza) — существо из франшизы «Покемон», принадлежащей компаниям Nintendo и Game Freak. Он является легендарным покемоном драконьего/летающего типов. Рейкваза сначала появился в Pokémon Ruby и Sapphire и последующих сиквелах, позже появляющийся в различных товарах, спин-офф сериях и анимированных, напечатанных, и фильмовых экранизациях данной франшизы. Рейкваза — талисман версии Pokémon Emerald, появляющийся на обложке коробки игры. Он также «трио мастер» погодного трио, которая состоит из Граудона, Кайогра и его самого.
Небесный покемон, подобный криптидному атмосферному животному, он тратит большую часть времени, летая выше облаков в озоновом слое, и появляется как метеор для тех, кто на земле. Таким образом, немногие видели этого легендарного покемона. Рейкваза — один из самых могущественных покемонов во франшизе, а также популярный персонаж.

## Дизайн и характеристика
Название «Рейкваза» происходит от двух слов английского языка: ray (луч) и quasar (квазар). Рейкваза напоминает большого змеевидного дракона. Дизайн выглядит под влиянием искусства Мезоамерики, особенно это видно в ацтекском боге Кетцалькоатле, крупном крылатом зелёном змее небес, а также он является богом смерти и восстановления.
У него длинное, зелёное, змеевидное тело с жёлтыми овальными узорами, которые покрыты по всей его длине. Плавники с красным наконечником простираются от его тела в группах, которые состоят из трёх плавников, и дополнительное крыло — или подобное рулю конечности удлиняются от подобной змее головы.
Рейкваза ест частицы воды из неба, где он живёт почти миллионы лет(это и является легенда легенд), спускается данный покемон только тогда, когда он хочет отдохнуть, или если Кайогр и Граудон сражаются в бою. При использовании приёма Восхождение Дракона (Dragon Ascent) Рейкваза станет Мега Рейквазой.

## Появления

### В видеоиграх
Впервые Рейкваза появился в Pokémon Ruby и Sapphire, где его можно было найти только на вершине Sky Pillar. Он также появляется как главный легендарный покемон в Pokémon Emerald, В Pokémon Emerald Рейкваза помогает игроку в остановке Команды Магма и Команды Аква от использования мощи Кайогра и Граудона ради управления миром. Игра также сосредотачивается на попытках этих двух фракций управлять Рейквазой и таким образом небом.
Рейкваза появлялся во множествах спин-офф играх. В Pokémon Pinball: Ruby & Sapphire Рейкваза — центр третьей и заключительной Бонусной Области. В Pokémon Mystery Dungeon: Red Rescue Team и Blue Rescue Team Рейкваза действует как заключительный босс, живущий на Sky Tower. После того, как он будет побеждён, Рейкваза помогает спасти мир от метеора. В Pokémon Ranger Рейкваза может быть пойман в бонусной миссии после кредитов. В Pokémon Mystery Dungeon: Explorers of Time и Explorers of Darkness Рейкваза является стражем Sky Melodica. В PokéPark Wii: Pikachu's Adventure Рейкваза — хозяин мини-игры Balloon Panic. В Super Smash Bros. Brawl Рейкваза взрывает Arwing Фокса МакКлауда, а затем нападает на Фокса и Дидди Конга, появляясь в качестве босса. Его также можно найти в качестве трофея и стикера.

### В других адаптациях
Первое появление Рейквазы было в фильме «Покемон: Судьба Деоксиса», где он сражается с Деоксисом, веря в то, что тот захватывает Землю. В конечном счёте Рейквазу спасает Эш Кетчум. После спасения он решает, что Деоксис не является угрозой, и возвращается в атмосферу. Рейкваза позже появляется примерно в нескольких эпизодах аниме. Он дебютировал в Where No Togepi Has Gone Before!. Рейкваза появляется в картах восьмой серии Pokémon Trading Card Game.
В манге Pokémon Adventures Руби случайно выпустил Рейквазу из лаборатории пяти годами ранее. Отец Руби, Норман, получил задание найти Рейквазу. После многих лет прослеживания он смог, с помощью Уолли, пробудить покемона, а также взять контроль над Рейквазой для того, чтобы успокоить Гроудона и Кайогра вместе с красным и синим орбами Руби. Когда Норман упал под тяжестью контролирования Рейквазой без надлежащей среды, покемон убежал ещё раз, и с тех пор его никто не видел.

### Торговля
Рейкваза был показан в линии рекламных игрушек ресторана Subway, где он украсил летающий диск, названный «Диском Рейквазы». Nintendo также выпустила версию Game Boy Advance SP, воодушевлённая Рейквазой, зелёного цвета с изображениями покемона на покрытии, чтобы способствовать выпуску Pokémon Emerald.
В 2005 японское министерство почты и телекоммуникаций выпустила почтовую марку с Рейквазой на ней.

## Реакция
До выпуска Ruby и Sapphire некоторые подвергли критике дизайн Рейквазы, что он не что иное, как перефразированный Дигимон. Рейкваза, наряду с легендарным покемоном Диалгой, был процитирован в качестве примера падающего качества в дизайне покемонов. Преподаватель Grey School of Wizardry, Эш ДеКирк, описывает Рейквазу как гигантского змеевидного дракона с мезо-американскими чертами.
В 2005 году, который является годом выпуска Pokémon Emerald с Рейквазой в качестве талисмана, компания Yahoo! сообщила, что Рейкваза является одним из самых популярных запросов, относящихся к тематике покемонов, в их поисковой системе. Рэймонд Пэдилла из GamesRadar был критически настроен по отношению к изображению Рейквазы в «Покемон: Судьба Деоксиса», называя его равнодушным, хотя эффективно пугающим персонажем, действия которого около конца фильма граничат со смехотворностью. Пэдилла ранее подверг критике другие аспекты персонажа, включая его имя, которое, как он говорил, больше напоминало члена группы хип-хопа Wu-Tang Clan, чем покемона. С другой стороны, Рейкваза стал 11 в списке «The 25 Most Kickass Dragons in Video Games» Complex'а, где автор Оби Аньяу похвалил его роль миротворца, которая весьма необычна для характера дракона. Рейкваза занял седьмое место в списке ста лучших покемонов по версии IGN.